# De jonge jaren van Mickey & Donald
De jonge jaren van Mickey & Donald - Hoogtepunten uit de striphistorie is een Nederlandse stripreeks waarin vroege stripverhalen over de personages Mickey Mouse en Donald Duck in een album zijn gebundeld.
De serie verscheen in zes titelloze delen tussen 1979 en 1982. Ieder album bevat een verzameling korte verhalen van Mickey Mouse en Donald Duck, die oorspronkelijk in Amerikaanse kranten waren verschenen en naar het Nederlands zijn vertaald. De verhalen van Micky Mouse zijn gemaakt door de Amerikaanse striptekenaar Floyd Gottfredson, die vanaf 1930 de stripverhalen rondom Mickey Mouse van Walt Disney had overgenomen. Hij werkte met verschillende schrijvers. De verhalen in deze stripserie werden tussen 1932 en 1936 gepubliceerd. Donald Duck maakte vanaf 1935 zijn opwachting als bijfiguur in de verhalen van Gottfredson over Mickey Mouse, deze strips zijn opgenomen in het zesde deel van de serie. De verhalen waar Donald Duck de hoofdrol heeft, zijn van de hand van de Amerikaanse striptekenaar Al Taliaferro, die een belangrijk rol speelde bij de ontwikkeling van Donald Duck als stripfiguur. Deze strips werden oorspronkelijk in 1939 en 1940 gepubliceerd en zijn in de eerste vijf albums opgenomen.
In 1985 en 1986 publiceerde uitgever Oberon een nieuwe serie van drie albums met oude verhalen van Gottfredson en Taliaferro, onder de naam "De jeugdjaren van Mickey en Donald".